# 横水成汤庙
横水成汤庙，位于山西省运城市绛县横水镇横东村。

## 建筑
横水成汤庙，包括献殿、汤帝殿、圣母殿，以及两侧的马王殿、财神殿、文昌殿。献殿为元代遗物，面阔三间，进深四椽，悬山顶。其他殿宇建于清代。

## 保护
2016年6月6日，横水成汤庙公布为第五批山西省文物保护单位，编号5-114-3-95。